# Église San Bernardo de Murano

L'église San Bernardo (église Saint Bernard) était une église catholique de Venise, en Italie.

## Localisation
L'église San Bernardo était située sur l'île de Murano, au centre de l'île principale, proche de l'actuel campo éponyme.

## Historique
Le monastère a été fondé par Filippa veuve du patricien Giacomo Da Lezze en 1362, sous la règle de saint Augustin. 
L'église contemporaine a été reconstruite au XVIIe siècle et consacrée le 2 avril 1617. 
Les actifs de la communauté ont été confisqués par l'État en 1806 et les religieuses furent concentrées à S. Maria degli Angeli par décret du 28 juillet suivant. Plus tard l'église et le monastère ont été démolis.